# 浜松市消防局
浜松市消防局（はままつししょうぼうきょく）は、静岡県浜松市の消防部局（消防本部）。管轄区域は浜松市内3区。
部制を敷く浜松市の行政組織上、唯一の『局』である。

## 沿革
浜松市の消防業務は、1925年に浜松市消防組常設部が設置されたことに始まる。ただしこれは、正式な自治体消防ではなかった。浜松市消防本部は1949年に発足した。以後浜松市の消防業務を各地域消防団とともに管轄している。2005年7月1日に浜松市が周辺の11市町村を編入合併したことにより、新たに3消防署が浜松市消防本部に加わった。
- 1948年 - 浜松市消防署を開設する。
- 1949年 - 浜松市消防本部を開設する。
- 1950年 - 東部派出所・南部派出所を開設する。
- 1954年 - 和田派出所・笠井派出所を開設する。
- 1955年 - 消防本部・消防署が移転する。旧消防署に鴨江派出所を開設する。
- 1957年 - 萩丘派出所を開設する。
- 1960年 - 本格的な救急業務を開始する。
- 1961年 - 北寺島分遣所を開設する。
- 1963年 - 篠原派出所を開設する。
- 1964年 - 北部派出所を開設する。北寺島分遣所が派出所に昇格する。
- 1965年 - 東部派出所が東部消防署に昇格し、2署体制となる。浜松市消防署は中消防署に改称する。
- 1967年 - 庄内派出所を開設する。
- 1968年 - 芳川派出所を開設する。
- 1969年 - 積志派出所を開設する。
- 1970年 - 消防本部・中消防署庁舎が新築のうえ移転する。浜松市消防音楽隊が発足する。萩丘派出所が移転し三方原派出所に改称する。
- 1971年 - 高台派出所を開設する。
- 1972年 - 南部消防署を開設し、3署体制となる。南部派出所を廃止する。
- 1975年 - 可美派出所を開設する。
- 1977年 - 東部消防署が新築のうえ移転する。和田派出所を廃止し、旧東部消防署庁舎を相生派出所とする。
- 1978年 - 長上派出所を開設する。
- 1979年 - 湖東派出所を開設する。
- 1981年 - 白脇派出所を開設する。
- 1983年 - 飯田派出所・雄踏派出所を開設する。
- 1987年 - 富塚派出所を開設する。
- 1993年 - 三方原派出所が移転し曳馬野派出所に改称する。
- 1994年 - 北寺島派出所を廃止する。
- 1995年1月 - 阪神・淡路大震災に応援出場
- 1999年 - 笠井派出所と長上派出所を統合し上石田派出所を開設する。
- 2002年 - 北部派出所と積志派出所を統合し有玉派出所を開設する。
- 2004年 - 曳馬野派出所が北部消防署に昇格し、4署体制となる。
- 2005年 - 12市町村による合併に伴い、浜北市消防本部・天竜消防組合消防本部・引佐郡広域施設組合消防本部を浜松市消防本部に統合する。浜北消防署・天竜消防署・引佐消防署を加え7署体制となる。派出所を出張所に改称する。
- 2007年 - 政令指定都市移行に伴い、消防署所の見直しを行い、1行政区1署体制となる。
  - 東部消防署を東消防署に、南部消防署を南消防署に、引佐消防署を北消防署に改称する。
  - 篠原出張所が西消防署に昇格し、北部消防署は曳馬野出張所となる。
- 2009年 - 中消防署に特別高度救助隊「浜松ハイパーレスキュー」、南消防署に高度救助隊「浜松スーパーレスキュー」が発隊。
- 2009年 - 浜松市消防本部を浜松市消防局に改称する。2010年度に運用を開始する消防ヘリコプターの愛称を「はまかぜ」に決定。
- 2010年 - 浜松市消防航空隊の運用を開始[2]。
- 2011年3月11日 - 東北地方太平洋沖地震に伴う東日本大震災に対して緊急消防援助隊を派遣。
- 2013年10月 - 平成25年台風第26号に伴う伊豆大島土砂災害に緊急消防援助隊を派遣。
- 2014年 - 西消防署雄踏出張所・南消防署可美出張所を廃止し、西消防署大平台出張所を開設する。
- 2015年4月25日 - ネパール地震に国際消防救助隊を派遣。
- 2018年4月1日 - 南消防署飯田出張所を廃止。

## 組織
「浜松市消防局の組織に関する規則」により、次の部署が設置されている。
- 消防局
  - 消防総務課
  - 予防課
  - 警防課 - 浜松市消防航空隊
  - 情報指令課
- 消防署

## 主力機械
2021年4月1日時点の消防車両等の保有状況は、次のとおりである。
- 消防ポンプ自動車：17
- 水槽付消防ポンプ自動車：21
- はしご付消防自動車：3
- はしご付消防ポンプ付自動車：1
- 屈折はしご付消防ポンプ付自動車：3
- 化学消防ポンプ自動車：3
- 救急自動車：30
- 救助工作車：8
- ポンプ付救助工作車：1
- 水槽付救助工作車 : 1
- 小型動力ポンプ付水槽車：1
- 小型動力ポンプ付積載車：1
- 特災車・支援車等：10
- 指揮車：8
- 広報・搬送車（緊急車）：13
- 救急消防活動二輪車：2
- 査察・連絡・搬送車：16
- 人員搬送車：2
- 消防ヘリコプター：1
- 合計：142

## 消防署
「浜松市消防本部及び消防署の設置等に関する条例」及び「浜松市消防署の組織に関する規程」により、次の消防署、出張所が設置されている。
| 消防署     | 住所                   | 出張所 |
| ---------- | ---------------------- | --- |
| 中消防署   | 中央区下池川町19-1     | - 鴨江：中央区鴨江二丁目1-11 - 相生：中央区相生町8-7 - 高台：中央区住吉三丁目18-1 - 富塚：中央区富塚町1714-1 - 曳馬野：中央区三方原町388-5 |
| 東消防署   | 中央区篠ケ瀬町1374     | - 上石田：中央区上石田町827 - 有玉：中央区有玉南町1498-1                                                                                   |
| 西消防署   | 中央区馬郡町4074-1     | - 庄内：中央区庄内町3-1 - 湖東：中央区伊左地町8872 - 大平台：中央区大平台三丁目21-11                                                       |
| 南消防署   | 中央区森田町98         | - 芳川：中央区四本松町44 - 白脇：中央区白羽町595                                                                                           |
| 北消防署   | 浜名区細江町三和2173-7 | - 三ヶ日：浜名区三ヶ日町三ヶ日500-17 - 引佐（旧引佐北）：浜名区引佐町東黒田415-1                                                           |
| 浜北消防署 | 浜名区西美園58         | - 赤佐（旧浜北北部）：浜名区於呂1985-1 |
| 天竜消防署 | 天竜区二俣町二俣481    | - 春野：天竜区春野町宮川1467-2 - 佐久間：天竜区佐久間町中部12-11 - 水窪：天竜区水窪町奥領家3395-1                                          |